# 須賀川地方広域消防組合

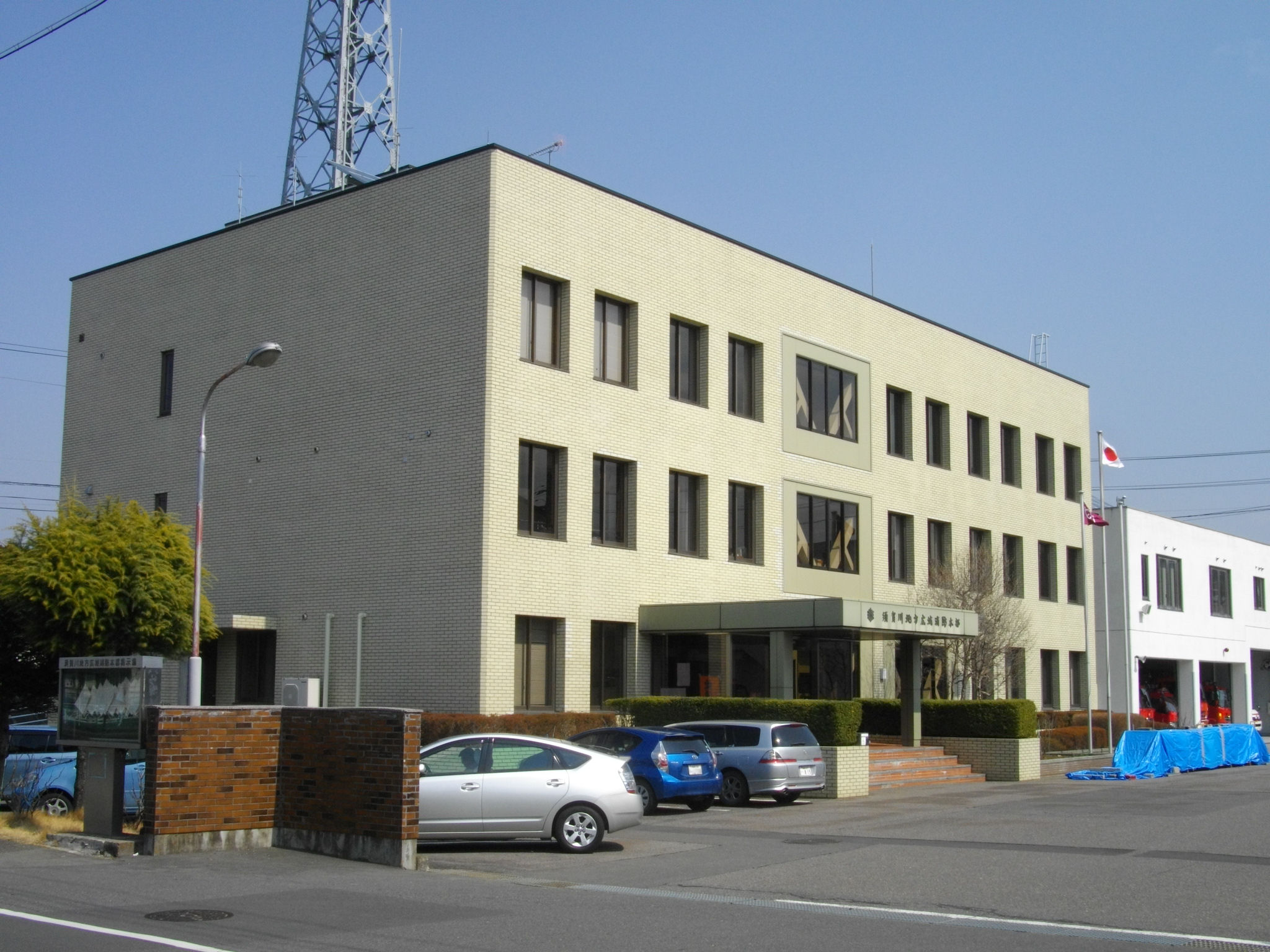
須賀川地方広域消防本部

須賀川地方広域消防組合（すかがわちほうこういきしょうぼうくみあい）は、福島県須賀川市、岩瀬郡鏡石町、天栄村、石川郡石川町、玉川村、平田村、浅川町、古殿町の1市4町3村によって組織された一部事務組合（消防組合）である。消防本部は、須賀川市に置かれている。

## 概要
- 消防本部：須賀川市丸田町153番地
- 管内面積：993.06km2
- 職員定数：196名
- 消防署2署 5分署 1分遣所 1派出所
- 主力機械（2020年4月1日現在）
  - 普通消防ポンプ自動車：9
  - 水槽付消防ポンプ自動車：4
  - はしご付消防自動車：1
  - 化学消防自動車：1
  - 救急自動車：12
  - 救助工作車：1
  - 小型動力ポンプ付水槽車：1
  - 指揮車：2
  - 資器材搬送車：1
  - 司令車：1
  - 広報連絡車：13
  - 人員搬送車：1

## 管轄区域
- 須賀川市
- 鏡石町
- 天栄村
- 石川町
- 玉川村
- 平田村
- 浅川町
- 古殿町

## 組織
- 消防本部・消防署

- 総務課
- 警防課
- 予防課
- 須賀川消防署
- 石川消防署

- 玉川分署
- 長沼分署 
  - 湯本分遣所
- 鏡石分署
- 平田分署
- 浅川分署
- 古殿分署

## 消防署
| 消防署       | 所在地                  | 分署・分遣所・派出所 | 分署・分遣所・派出所                |
| ------------ | ----------------------- | -------------------- | ----------------------------------- |
| 須賀川消防署 | 須賀川市丸田町153       | 玉川派出所           | 石川郡玉川村大字北須釜字森殿25-3    |
| 須賀川消防署 | 須賀川市丸田町153       | 長沼分署             | 須賀川市桙衝字上南47                |
| 須賀川消防署 | 須賀川市丸田町153       | 湯本分遣所           | 岩瀬郡天栄村大字田良尾字五倫林山4   |
| 須賀川消防署 | 須賀川市丸田町153       | 鏡石分署             | 岩瀬郡鏡石町旭町160                 |
| 石川消防署   | 石川郡石川町字松木下150 | 平田分署             | 石川郡平田村大字鴇子字塚田32        |
| 石川消防署   | 石川郡石川町字松木下150 | 浅川分署             | 石川郡浅川町大字浅川字背戸谷地157-4 |
| 石川消防署   | 石川郡石川町字松木下150 | 古殿分署             | 石川郡古殿町大字松川字横川99-1      |